# Anolis shrevei
Espèce
Synonymes
- Audantia shrevei Cochran, 1939

Anolis shrevei est une espèce de sauriens de la famille des Dactyloidae. 

## Répartition
Cette espèce est endémique de République dominicaine. Elle se rencontre dans la cordillère Centrale.

## Étymologie
Cette espèce est nommée en l'honneur de Benjamin Shreve.

## Publication originale
- Cochran, 1939 : Diagnoses of three new lizards and a frog from the Dominican Republic. Proceedings of the New England Zoological Club, vol. 18, p. 1-3.